# Gleicheniaceae
Famille
Synonymes
- Dicranopteridaceae Ching[2]
- Stromatopteridaceae (Nakai) Bierh.[2]

La famille des Gleicheniaceae est une famille de fougères.

## Étymologie
Le nom vient du genre type Gleichenia, nommé en l'honneur du naturaliste allemand Wilhelm Friedrich von Gleichen (en)
(1717–1783).

## Liste des espèces et genres
Selon BioLib (16 novembre 2018) :
- Dicranopteris Bernh.
- Diplopterygium (Diels) Nakai
- Gleichenia Sm.
- Sticherus K. Presl
- Stromatopteris Mett.

Selon Catalogue of Life (16 novembre 2018) :
- Dicranopteris
- Diplopterygium
- Gleichenella
- Gleichenia
- Sticherus
- Stromatopteris

Selon GRIN (16 novembre 2018) (Attention liste brute contenant possiblement des synonymes) :
- Dicranopteris
  - Dicranopteris linearis (Burm. f.) Underw.
- Diplopterygium
  - Diplopterygium glaucum (Thunb.) Nakai
- Gleichenia
  - Gleichenia japonica Spreng.
  - Gleichenia owhyhensis Hook.
  - Gleichenia polypodioides (L.) Sm.
  - Gleichenia spp.
- Sticherus
  - Sticherus owhyhensis (Hook.) Ching
  - Sticherus palmatus (J. H. Schaffn. ex Underw.) Copel.
  - Sticherus remotus (Kaulf.) Chrysler

Selon ITIS (16 novembre 2018) :
- Dicranopteris Bernh.
- Diplopterygium (Diels) Nakai
- Gleichenia Sm.
- Sticherus C. Presl

Selon NCBI (16 novembre 2018) :
- Dicranopteris Bernh., 1805
- Diplopterygium (Diels) Nakai, 1950
- Gleichenella Ching, 1940
- Gleichenia Sm., 1793
- Sticherus C.Presl, 1836
- Stromatopteris Mett., 1861

Selon Paleobiology Database (16 novembre 2018) :
- Boodlepteris
- Clavifera
- Dicranopteris
- Gleichenia
- Gleicheniidites
- Gleichenipteris
- Microphyllopteris
- Ornamentifera

Selon Tropicos (16 novembre 2018) (Attention liste brute contenant possiblement des synonymes) :
- Acropterygium (Diels) Nakai
- Calymella C. Presl
- Dicranopteris Bernh.
- Diplopterygium (Diels) Nakai
- Gleichenella Ching
- Gleichenia Sm.
- Gleicheniastrum C. Presl
- Hicriopteris C. Presl
- Mesosorus Hassk.
- Sticherus C. Presl
- Stromatopteris Mett.